# زیردریایی تیپ ۲۰۹
زیردریایی تیپ ۲۰۹ (به انگلیسی: Type 209 submarine) یک زیردریایی است که طول آن ۶۴٫۴ متر (۲۱۱ فوت) می‌باشد.